# Шалинская роща сосны
Шалинская роща сосны — действующий памятник природы, расположенный в Шалинском районе Чечни на территории Шалинского участкового лесничества в 200 м к востоку от автодороги Шали — Агишты и в 100 м к востоку от русла реки Басс. На территории заказника запрещены охота, рыбалка, разведение костров и любые другие виды деятельности, могущие нанести ущерб природе.
По состоянию на момент основания в 2006 году, посадки сосны крымской нуждались в уходе, территория была захламлена вследствие появления второго яруса из сопутствующих пород. Также существовала необходимость проведения лесопатологического обследования причин высыхания деревьев, а территория памятника была заминирована. Общее состояние памятника оценивалось как неудовлетворительное.
Имеет статус особо охраняемой природной территории регионального (республиканского) значения.